# Pseudofoenus pedunculatus
Pseudofoenus pedunculatus är en stekelart som först beskrevs av August Schletterer 1889.  Pseudofoenus pedunculatus ingår i släktet Pseudofoenus och familjen bisteklar. Inga underarter finns listade i Catalogue of Life.